# Cratere South (Luna)
South è un grande cratere lunare di 119,04 km situato nella parte nord-occidentale della faccia visibile della Luna.
Il cratere è dedicato all'astronomo britannico James South.